# Nicholas Kazanas
 (mai 2017).
Nicholas Kazanas, né en 1939, est un indianiste grec.

## Biographie
Il a étudié à l'École d'études orientales et africaines à Londres (SOAS), et a obtenu un diplôme d'études supérieures à SOAS et au Collège Deccan à Pune. Il a enseigné à Londres et à Athènes. Depuis 1980, il dirige l'Institut culturel Omilos Meleton. Il est au comité de rédaction du Bulletin de la bibliothèque Adyar.

## Publications
- Economic principles in the Vedic tradition, 2010
- Indo-Aryan origins and other Vedic issues, 2009
- Vedic and Mesopotamian interactions, 2007
- Vedic Vāc and Greek logos as creative power: a critical study, 2009
- Indo-European Deities and the Rigveda, Journal of Indo-European Studies, vol. 29, 2001, p. 257.
- Indigenous Indo-Aryans and the Rigveda, Journal of Indo-European Studies, vol. 30, 2002, p. 275.
- Final Reply, Journal of Indo-European Studies, vol 31, 2003, p. 187.
- Rgveda 7.95.2 and Karen Thomson, Journal of Indo-European Studies, vol. 38, 2010, p. 409.
- A new date for the Rgveda, Philosophy and Chronology, 2000, ed. G C Pande & D Krishna, Journal of Indian Council of Philosophical Research, juin 2001.
- Advaita & Gnosticism, VVRI Research Bulletin (Hoshiarpur), vol, 2 (43-112), 2003.
- Anatolian bull and Vedic horse in the Indo-European diffusion, Adyar Library Bulletin, 2003.
- Coherence and preservation in Sanskrit, VVRI, 2006